# 성적 (교육)
성적(成績)은 특정 과목 분야의 이해 정도를 측정하는 표준화된 기준이다. 곧, 학업 등에서 나온 결과물을 가리킨다.
교육에서 성적을 매기는 것은 과정의 다양한 성취 수준에 대해 표준화된 측정을 적용하는 과정이다. 성적은 문자(보통 A~F), 범위(예: 1~6), 백분율 또는 가능한 총점 중 숫자(종종 100점 만점)로 할당될 수 있다.
일부 국가에서는 성적을 평균하여 평점 평균(GPA)을 생성한다. GPA는 특정 기간 동안 학생이 획득한 성적 점수를 사용하여 계산된다. GPA는 고등학교, 학부, 대학원생을 대상으로 계산되는 경우가 많으며 잠재적 고용주나 교육 기관에서 지원자를 평가하고 비교하는 데 사용할 수 있다. GPA라고도 하는 누적 학점 평균(CGPA)은 학생의 모든 과정에 대한 성과를 측정하는 것이다.

## 학부 성적
평점 평균 (Grade Point Average, GPA)은 대학교 4년간 얻은 성적을 말한다. 보통 4년간 얻은 평점을 평균을 낸 숫자를 지칭하는 경우가 많다. 평점과 학점을 헷갈려하는 대학생이 많다. 학교에 따라, 만점은 4.0 또는 4.3 또는 4.5이다. 미국, 캐나다 대학에서는 보통 4.0이 만점이다. 낙제는 0점, D는 1점, C는 2점, B는 3점, A는 4점으로 계산한다. 또한 학교에 따라 A+를 A와 똑같이 취급하거나 다르게 취급할 수 있다. 대학원 진학이나 취업시 학부 성적이 중요한 고려대상이 될 수 있다.

## 국제 학사 학위

### 국제 등급 체계
| 등급 | 대략적인 표기 (과목과 학교에 따라 다양함) |
| ---- | ----------------------------------------- |
| 1    | ~96–100(%)= A                             |
| 2    | ~90–95= B                                 |
| 3    | ~80–89=C                                  |
| 4    | ~70–79=D                                  |
| 5    | ~60–69=F                                  |
| 6    | ~50–59=F                                  |
| 7    | ~40–49=F                                  |
| 8    | ~30-39=F                                  |
| 9    | ~0-29=F                                   |

| 등급 | 표기  |
| ---- | ----- |
| A    | 49–60 |
| B    | 40–48 |
| C    | 32–39 |
| D    | 22–31 |
| E/F  | 0–21  |

## 국가별 성적 체계

### 아시아

#### 대한민국
중학교
점수는 학생들의 중간, 기말고사, 수행평가 총 합산으로 계산한다. (총 100점)
기존의 수우미양가에서 ABCDE로 용어만 바뀌었다.
| 점수     | 등급 |
| -------- | ---- |
| 89.5–100 | A    |
| 80–89.5  | B    |
| 70–79    | C    |
| 60–69    | D    |
| 0–59     | E    |

고등학교
백분율을 동일한 과목에서 학생들 간 상대적 위치를 가리킨다. (100%는 최고, 0%는 최저)
| 백분율 | 등급  |
| ------ | ----- |
| 96–100 | 1등급 |
| 89–96  | 2등급 |
| 77–89  | 3등급 |
| 60–77  | 4등급 |
| 40–60  | 5등급 |
| 23–40  | 6등급 |
| 11–23  | 7등급 |
| 4–11   | 8등급 |
| 0–4    | 9등급 |

#### 싱가포르
| 백분율 | 등급 |
| ------ | ---- |
| 75–100 | A1   |
| <75    | A2   |
| <70    | B3   |
| <65    | B4   |
| <60    | C5   |
| <55    | C6   |
| <50    | D7   |
| <45    | E8   |
| <40    | F9   |

#### 이라크
| 등급                    | 백분율 |
| ----------------------- | ------ |
| 우수(Excellent)         | 90–100 |
| 매우 양호(Very Good)    | 79–89  |
| 양호(Good)              | 70–78  |
| 보통(Adequate)          | 60–69  |
| 수용 가능(Acceptable)   | 50–59  |
| 미흡/낙제(Weak/Failure) | 0–49   |

#### 이란
| 등급  | 스케일 1 | 스케일 2 |
| ----- | -------- | -------- |
| 16–20 | A        | 4        |
| 14–15 | B        | 3        |
| 12–13 | C        | 2        |
| 10–11 | D        | 1        |
| 0–9   | E/F      | 0        |

#### 일본
| 점수   | 등급             |
| ------ | ---------------- |
| 90-100 | 매우 잘함 (AA/T) |
| 80-89  | A                |
| 70-79  | B                |
| 60-69  | C                |
| 0–59   | 낙제 (E/F)       |

### 북아메리카
| 점수   | 등급         |
| ------ | ------------ |
| 93-100 | A (우수)     |
| 80-92  | B (양호)     |
| 70-79  | C (보통)     |
| 60-69  | D (평균이하) |
| 59-0   | F (낙제)     |

## 성적과 학습
Elevate Education의 더글라스 바튼(Douglas Barton)이 13년 간 세계 여러 지역의 성적이 우수한 학생들을 조사한 결과, 다음과 같은 공통점들이 있었다.
- 단순히 열심히 하는 것이 목표가 아니라, 적절한 방법으로 열심히 해야 좋은 결과를 얻는다.
- IQ는 학생 개개인이 통제할 수 있는 것이 아닐 뿐더러, 성적에 영향을 주는 지배적인 요인이 아니다. 오히려 회복 탄력성 등과 같은 요인이 중요했다.
- 단순히 교과서나 노트필기를 반복해 읽는 방법이 아닌, 혼자 모의 시험을 보는 것을 많이 했다.
- 공부 스케줄을 짤 때, 공부 시간부터, 공부 시간만으로 계획을 세우는 것이 아니라, 여가 시간부터 계획한 뒤, 공부 계획을 세웠다.

## 같이 보기
- 성적표
- 수우미양가
- 이탈리아의 학업 성적 평가
- 유럽 학점 이수 시스템 (ECTS)